# Свенельд
Свенельд (давньоскан. Sveinaldr; д.-рус. Свѣнельдъ; близько 914 — бл. 980) — київський воєвода Х століття, який служив трьом великим князям — Ігорю Старому, Святославу Хороброму і Ярополку Святославичу; учасник походів на Балкани, військових кампаній до Візантії та Кавказу.

## Біографія

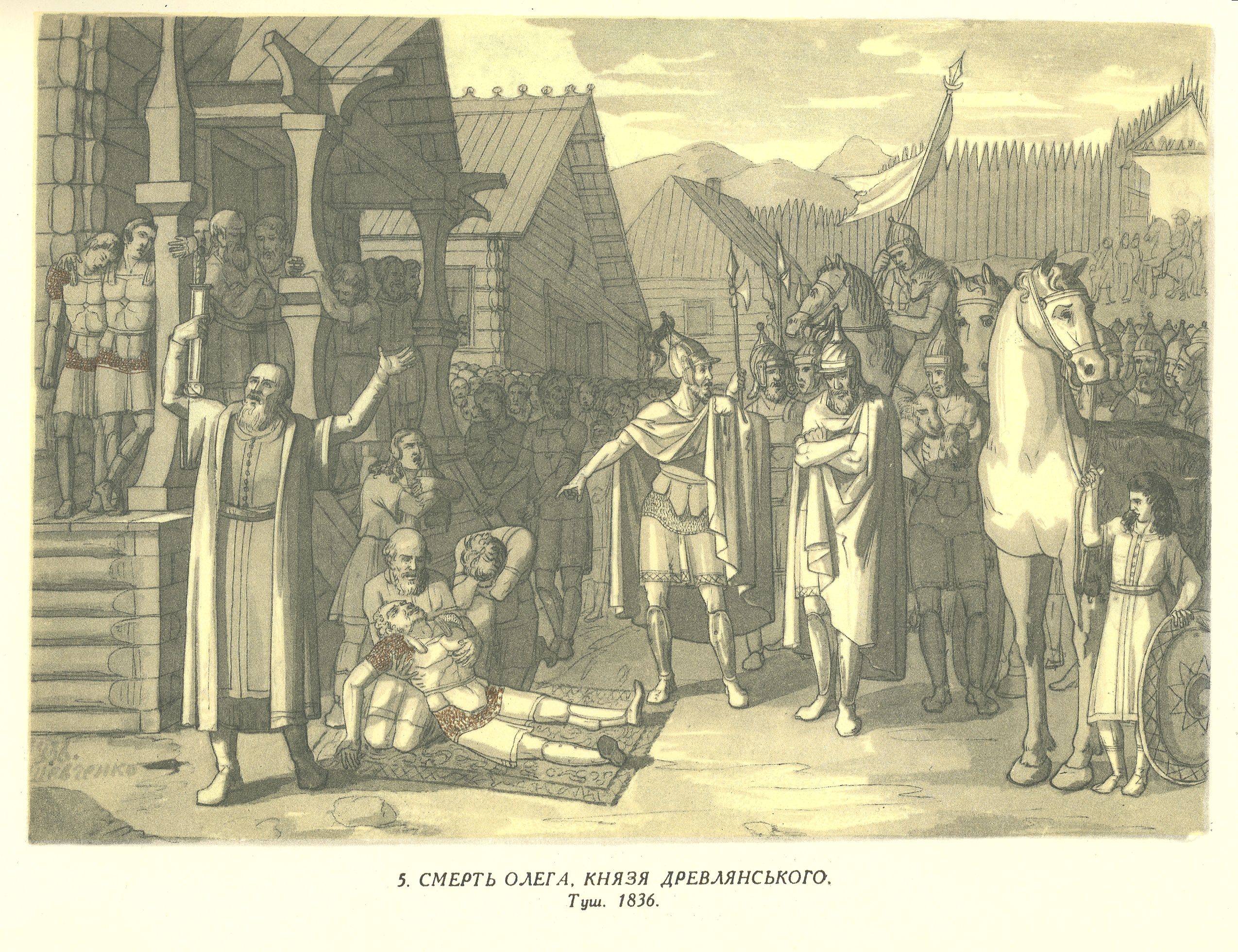
Тарас Шевченко Смерть Олега, князя древлянського. Свенельд зображений поцентру, поряд з докоряючим йому Ярополком

### 922—945 роки
За походженням — скандинав (ймовірно зі Швеції), на що вказує його ім'я (аналог його імені староскандинавською звучав як Sveinaldr). Імовірно був опікуном синів київського воєводи Олега, який загинув близько 922 року на Ладозі (при цьому літописи воєводу Олега і князя Олега Віщого випадково поєднали в одну особу). Мав двох синів — Люта і Містишу.
При бездіяльному і боязкому Ігорі Свенельд грав видатну роль, замінюючи князя у всіх військових походах і, між іншим, при зборі данини.
Перша згадка про Свенельда припадає на 922 рік, коли князь Ігор наказав йому підкорити уличів. Свенельд воював з ними три роки. Втративши Пересічень, уличі не побажали платити данину Свенельду, а пішли в пониззя Бугу і Дністра «и седоша тамо». Однак, через деякий час уличі були підкорені й платили данину.
У тому ж році сам Ігор підкорив деревлян, наклавши данину більшу ніж Олегова. Отже, Свенельд вже тоді був як воїн рівний князеві Ігорю, а війська у нього було не менше.
Проте, як виявилося, у Початковому Ізводі (і в Новгородському Першому Літописі) ця війна покладена на 940 рік — рік справжнього початку Ігоревого правління. Дана війна відбувалася у 938-940 роках, з чого можна вважати найбільш пізньою датою народження Свенельда 918 рік, а насправді, близько 910-915.
У 941 і 944 роках були здійснено походи на Візантійську імперію. У 943-944 роках русичі здійснили похід в Закавказзя.
Свенельд був дуже багатий; його дружина була повністю забезпечена. За словами літописця, княжі дружинники докоряли Ігорю в тому, що Свенельдова дружина «одягнена і озброєна», а вони ходять «нагі і беззбройні». Ці докори спонукали Ігоря у 945 році піти за даниною в Деревлянськую землю, де він був убитий.

### 945—972 роки
Після смерті Ігоря Свенельд став воєводою у Ольги і Святослава. 946 року разом з Асмундом очолював похід киян на деревлян. Коли Святослав подорослішав, Свенельд брав участь у його походах проти болгар і греків.
У 971 році Свенельд згадується в договорі Святослава з греками. У цьому ж році по дорозі додому Свенельд радив Святославові йти до Києва на конях, оскільки біля дніпровських порогів кочували печеніги. Святослав відмовився і був убитий печенігами біля порогів (972). А Свенельд, залишивши Святослава, на конях прийшов у Київ до Ярополка.

### 972—977 роки
По смерті Святослава київський великокнязівський стіл зайняв старший його син, Ярополк, при якому Свенельд зробився близькою людиною (радником). 975 року Олег Святославич під час полювання убив сина Свенельда Люта, підозрюючи що Свенельд не все золото привіз у Київ, забрав собі більшу частину. З цієї миті Свенельд нацьковував Ярополка проти Олега. Останній у 977 році пішов війною проти свого брата Олега Древлянського, якому Свенельд хотів помститись за вбивство свого сина. У битві біля міста Вручого Олег загинув. Коли тіло Олега принесли Ярополку, він став оплакувати брата і висловив Свенельду: «Дивися, ти цього хотів!». Подальших згадок про Свенельда в літописі немає.

### Смерть
Як і коли помер Свенельд, ніхто не знає, а могили не знайдено. Цілком імовірно, що після смерті Олега Святославича (977) він був звинувачений справжнім князем Ярополком, і страчений. І справді, згідно зі статтею 977 року у літописі, Ярополк звинуватив у війні з Олегом Свенельда, і це досить вагома причина для страти.

### Нащадки
Від київського воєводи Святольда (пол. Swiętold (Свєнтольд), літописна форма Свѣнделдъ) виводив своє походження волинський шляхетський рід Киселів-Святольдичів. На думку Михайла Грушевського, Святольд є русько-литовською формою передачі імені Свенельд. Родовими маєтностями Киселів були Нискиничі та Дорогиничі, розташовані під Володимиром на Волині.